# モノドロミー

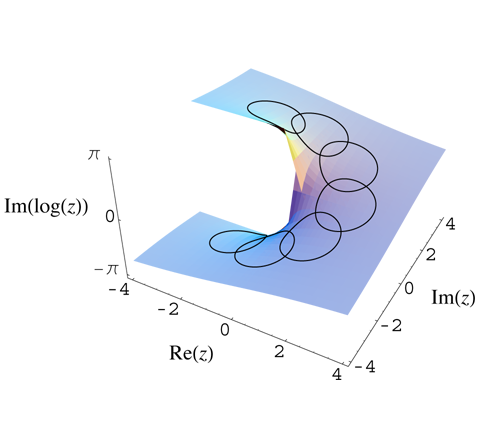
複素対数の虚部。 上で複素数での対数を定義しようとすると、異なる経路に沿った場合は異なる値となる。このことは、無限巡回一価性群とヘリコイド(helicoid)による の被覆を導く。

数学では、モノドロミー・一価性 (英: monodromy) は、解析学、代数トポロジー、代数幾何学や微分幾何学の観点から特異点の周りで対象がどのように振舞うかを研究する。名前が意味しているように、一価性の基本的な意味は、「ひとりで回る」という意味である。被覆写像と被覆写像の分岐点への退化とは密接に関係している。一価性現象が生ずることは、定義したある函数が一価性に失敗することを意味し、特異点の周りを回る経路を動くことである。この一価性の失敗は、一価群を定義することによりうまく測ることができる。一価性群は、「回る」ことに伴い起きることを符号化する情報に作用する群である。

## 定義
X を x を基点とする連結で局所連結な位相空間とし、{\displaystyle p\colon {\tilde {X}}\to X} を X の被覆とする。基点 x のファイバーを {\displaystyle F_{x}=p^{-1}(x)} とおき、x を基点とする閉道 γ: [0, 1] → X に対し、始点を {\displaystyle {\tilde {x}}\in F_{x}} とする γ の持ち上げ(lift)を {\displaystyle {\tilde {\gamma }}\colon [0,1]\to {\tilde {X}}} と表す。このとき {\displaystyle [\gamma ]} と {\displaystyle {\tilde {x}}={\tilde {\gamma }}(0)} に対して {\displaystyle {\tilde {\gamma }}} の終点 {\displaystyle {\tilde {x}}\cdot [\gamma ]:={\tilde {\gamma }}(1)} を対応させる（一般には {\displaystyle {\tilde {x}}} と異なる）。この対応により基本群 π1(X, x) のファイバー Fx への作用
{\displaystyle F_{x}\times \pi _{1}(X,x)\to F_{x}}
をうまく定義することができ、{\displaystyle {\tilde {x}}} の安定化部分群は {\displaystyle p_{*}(\pi _{1}({\tilde {X}},{\tilde {x}}))} に一致する。すなわち、元 [γ] が Fx の点を固定することと、{\displaystyle {\tilde {x}}} を基点とする {\displaystyle {\tilde {X}}} の中の閉道の像により表現されることは同値である。この作用を一価性作用 (monodromy action) という。さらに対応する Fx の自己同型群への準同型
{\displaystyle \pi _{1}(X,x)\to \operatorname {Aut} (F_{x})}
を一価性（表現）、その像を一価性群 (monodromy group) という。

## 例
こうした考え方は、まず複素解析の中で明らかになった。解析接続の過程では、穴あき複素平面 {\displaystyle \mathbb {C} \setminus \{0\}} のある開集合 E で解析函数 F(z) であるような函数は、E の中に戻ってきたとき、異なる値となるかも知れない。たとえば、
F(z) = log z
E = {z ∈ C :  Re(z) > 0}
とすると、円
|z| = 0.5
を反時計回りに回る解析接続は、F(z) ではなく、
F(z) + 2πi
となる。
この場合、一価性群は無限巡回群であり、被覆空間は穴あき複素平面の普遍被覆である。この被覆は、ρ > 0 とした場合に、螺旋面として視覚化できる。明白な方法で螺旋を潰して穴あき平面を得るという意味で、被覆写像は垂直射影である。

## 複素領域での微分方程式
重要な応用のひとつが微分方程式であり、そこではひとつの解が解析接続により線型独立な解たちを与えることとなる。さらに詳しくは、複素平面内の開いた連結集合 S の中で定義された線型微分方程式が S の基本群の線型表現である閉道を回るすべての解析接続の一価性群を持つ。与えられた表現を持ち確定特異点(regular singularities)を持つ方程式を構成する逆問題をリーマン・ヒルベルトの問題(Riemann–Hilbert problem)という。
確定特異点を持つ線型系（とくにフックス型の）に対し、通常、反時計回りの系の曲のひとつの回りにある各々の閉道に対応する作用素 Mj が、一価性の生成子として選択される。反時計回りに回ると、インデックス j が 1 から p + 1 へ増えるような方法で選択されると、生成子の間の唯一の関係式は {\displaystyle M_{1}...M_{p+1}=id} となる。ドリーニュ・シンプソンの問題(Deligne–Simpson problem)は次のような実現問題である。GL(n, C) の共役類の組に対し、上記の関係式を満たす行列の既約な組 Mj がこれらの類型に存在するか？ この問題は、ドリーニュ(Pierre Deligne)により最初に定式化され、カルロス・シンプソン(Carlos Simpson)によりこの解決へ向けた最初の結果が得られた。フックス系の留数についての加法的な版の問題は、ヴラディミール・コストフ(Vladimir Kostov)により定式化され研究された。この問題は、多くの数学者により GL(n, C) 以外に対しても同様に考えられた。

## 位相的側面と幾何学的側面
被覆写像の場合は、一価性をファイブレーションの特別の場合と見ることができ、準同位持上げの性質の性質を使い、被覆 C へ持ち上げると底空間 X（簡単のために X を弧状連結と仮定して）上の経路に従うように見える。X 上の x を出発点とする閉道を回ると、x 上の c を出発点となるように持ち上げ、再び x 上の c* を終点とする。c ≠ c* となり、このことを符号化すると、基本群 π1(X, x) の作用を、すべての c の集合上の置換群として、この脈絡では一価性群として考える。
微分幾何学では、類似した役割を平行移動(parallel transport)が担う。滑らかな多様体(smooth manifold) M 上の主束 B では、接続は、M の中の m 上のファイバーから近くのファイバーへの「水平」移動を持っている。m を起点とした閉道へ適用したときの効果は、m でのファイバーの変換の群の完整を定義することである。B の構造群が G であれば、積束 M × G から B のどのくらい離れているかを測る G の部分群である。

### 一価性亜群と葉層
基本亜群の類似として、起点を選択をせずに一価性亜群を定義することが可能である。ここに、ファイブレーション {\displaystyle p:{\tilde {X}}\to X} の底空間 X の中の持ち上げ（の準同位類）を考える。結果は底空間 X 上の亜群(groupoid)の構造を持つ。有利な点は、X の連結性条件を落とすことができるということである。
さらに、構造は葉層構造(foliation)へ一般化することができる。{\displaystyle (M,{\mathcal {F}})} を M の（特異性を持ってもよいが）葉層構造とすると、{\displaystyle {\mathcal {F}}} 上のすべての葉の中の経路に対し、終点を通る局所横断的な切断(transversal section)上の誘導された微分同相を考えることができる。単連結な局所座標系の中では、終点の周りの微分同相の芽の上で考える限りは、この微分同相は一意的で異なる横断的切断の間で特別に標準的となる。この方法では、単連結なときに微分同相は（固定された終点の）経路には依存しなく、従って準同位不変である。

## ガロア理論を経由した定義
F(x) で体 F 上の変数 x の有理函数の体を表す。これは多項式環 F[x] の分数体である。F(x) の元 y = f(x) は、有限次拡大 [F(x) : F(y)] を決定する。
拡大は一般的にはガロア拡大ではないが、ガロア閉包 L(f) を持っている。体の拡大 [L(f) : F(y)] に付帯するガロア群を f の一価群と呼ぶ。
F = C の場合には、リーマン面の理論は、上記に述べた幾何学的解釈が成り立つ。体の拡大 [C(x) : C(y)] が既にガロア的であれば、付帯する一価群は、デック変換群と呼ばれることもある。
このことは、被覆空間のガロア理論に関連していて、リーマンの存在定理を導く。